# Mésorégion macro métropolitaine de l'État de São Paulo
La mésorégion macro métropolitaine de l'État de São Paulo est l'une des 15 mésorégions de l'État de São Paulo. Elle regroupe 36 municipalités groupées en 4 microrégions.

## Données
La région compte 2 553 316 habitants pour 12 310 km2.

## Microrégions[1]
La mésorégion macro métropolitaine de l'État de São Paulo est subdivisée en 4 microrégions :
- Bragança Paulista ;
- Jundiaí ;
- Piedade ;
- Sorocaba.